# Андрієць Михайло Григорович
Михайло Григорович Андріє́ць (нар. 20 листопада 1886, Копані — 13 липня 1956, Одеса) — український радянський живописець. Член Спілки художників України.

## Біографія
Народився 20 листопада 1886 року в селі Копані (тепер Білозерський район Херсонської області, Україна). У 1924—1930 роках навчався в Одеському художньому інституті у Д. Крайнєва. Працював в Одесі.
Помер в Одесі 13 липня 1956 року.

## Творчість
Твори:
- «Юний підпільник» (1947);
- «Колгоспниці у вихідний день» (1955);
- «Парк культури та відпочинку» (1955);
- «Херсонські кавуни» (1955).

Його малюнки та карикатури друкувалися в газетах «Чорноморська комуна» і «Большевистское знамя», що виходили в Одесі восени 1941 року.